# Поросёнков лог
Поросёнков лог — поросшее берёзовым и сосновым лесом урочище, расположенное в Железнодорожном районе города Екатеринбурга муниципального образования город Екатеринбург Свердловской области. Известно как место обнаружения останков членов царской семьи Николая II на Старой Коптяковской дороге, которое включено в единый государственный реестр объектов культурного наследия (памятников истории и культуры) народов Российской Федерации № 661430153270005

## География
Расположено на территории 21-го и 22-го кварталов лесопаркового участкового лесничества Железнодорожного лесного парка (в северной части лесопарка). Лесопарк находится между посёлками Шувакиш (к северу от лесопарка) и Семь Ключей (к югу от лесопарка). В северной части расположено болото. Площадь лога около 3,5 гектара.
Название места предположительно произошло оттого, что здесь из-за болота всегда очень грязно.
Почва представлена лёгкими и средними песчанистыми суглинками, а также средними и тяжёлыми пылеватыми суглинками с различной степенью каменистости.
В XVIII—XIX веках производились рудничные разработки железной руды (Клоповский железный рудник бурого железняка).
С начала 1990-х по 2007 год здесь проводились три археологические экспедиции. За все это время было вскрыто несколько десятков квадратных метров площади. Южная и восточная части лога фактически не тронуты. При этом в 2007 году фрагменты сосудов из-под серной кислоты, в которой пытались растворить останки Романовых, встречались и за пределами раскопов.

## Клоповский железный рудник
В XVIII—XIX веках производились рудничные разработки железной руды (бурый железняк). Содержание железа составляло до 45 %. Руды залегают в виде отдельных линзовидных гнёзд, в среднем двухметровой и более мощности при длине по простиранию от 20 до 60 метров. Ширина полосы рудоносных глин колеблется от 20 до 120 метров, местами в глинах выходят известняки и мраморы. Артели старателей производили добычу открытым способом. Наибольший разрез рудника имеет размеры до 200 метров длины и 20 метров ширины, глубина достигла 20 метров, разрез был оставлен из-за большого притока воды, хотя в почве осталась не добытая руда.

## Захоронение Романовых

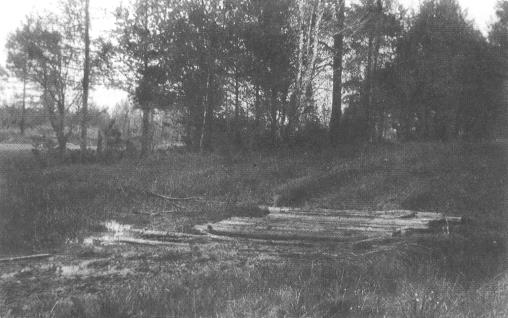
Мостик из шпал в Поросёнковом логу. Фото 1919 года, следователь Николай Соколов, фотограф Роберт Вильтон

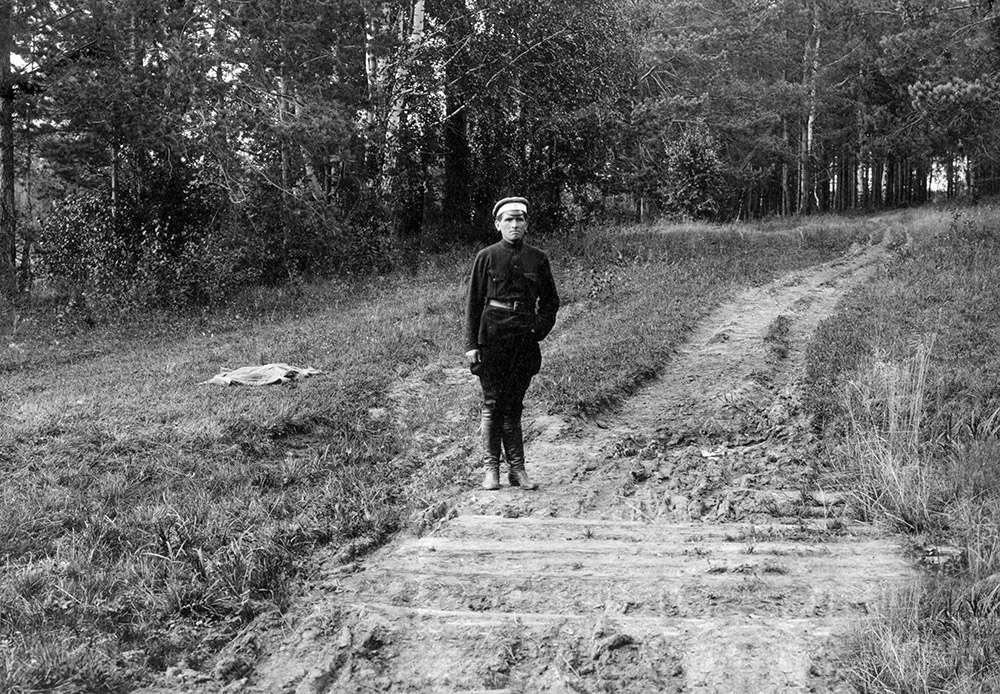
Пётр Ермаков на могиле последнего царя. Фото 1920 года

Утром 17 июля 1918 года тела расстрелянных в доме Ипатьева привезли на Ганину Яму, а затем, в ночь на 19 июля, увезли оттуда ради более надёжного сокрытия. В 4 часа 30 мин 19 июля грузовик с трупами застрял в Поросёнковом логу, и, после двух часов безуспешных попыток вытащить машину, Яков Юровский принял решение о захоронении трупов посредине дороги на Коптяки, в районе переезда № 184. В 1919 году следователь Николай Соколов в своём расследовании упоминал о том, что на расстоянии 414 шагов от переезда на полотне дороги в наиболее низком по уровню дороги месте, набросан мостик. Он состоит из нескольких сосновых бревешек и старых железнодорожных шпал. Сохранилась фотография 1920 года, на которой сфотографирован военный комиссар 4-го района Резерва Красной армии Екатеринбурга Пётр Ермаков на могиле последнего царя.
26 по 30 января 1928 года поэт Владимир Маяковский был в Свердловске и побывал в подвале дома Ипатьева. Его свозили и на место захоронения останков царской семьи. «Конечно, как будто ничего особенного — посмотреть могилу царя. Да и, собственно говоря, ничего там не видно. Её даже трудно найти, находят по приметам, причём этот секрет знаком лишь определённой группе лиц», — писал в дневнике Маяковский. Через три месяца после поездки написал стихотворение «Император», в котором есть такие строчки: «Здесь кедр топором перестроган, / Зарубки под корень коры, / У корня под кедром дорога, / А в ней император зарыт».
Останки царской семьи благодаря записке Юровского были найдены в Поросёнковом логу близ железной дороги в 1978 году Михаилом Кочуровым, Александром Авдониным и Гелием Рябовым. 31 мая 1979 года Авдонин с супругой Галиной Павловной, Рябов с супругой Маргаритой Васильевной, друзья Авдонина Геннадий Петрович Васильев и Владислав Анатольевич Песоцкий пробурили пять «мини-скважин». 1 июня 1979 года под старым деревянным настилом исследователи обнаружили останки нескольких тел, для проведения экспертизы они изъяли из могилы 3 черепа. Проверить принадлежность черепов не получилось, оказалось, что это слишком сложная операция, которая могла получить огласку. В июле 1980 года черепа до лучших времён закопали на прежнем месте.
Останки царской семьи изъяли лишь в 1991 году под руководством А. Н. Авдонина. Были найдены 44 крупных костных останка и множество мелких (всего 700 костей и костных фрагментов), шесть зубов, три пули, черепки от сосудов с серной кислотой и металлические уголки от ящиков, в которых эти сосуды находились. В 1998 году торжественно перезахоронили в Санкт-Петербурге. 29 июля 2007 года Леонид Григорьевич Вохмяков из военно-исторического клуба «Горный щит» нашёл следы костровища и захороненные два детских тела, идентифицированных как Мария и Алексей Романовы.
Постановлением Главы администрации Свердловской области от 13 марта 1995 года № 113 придан статус памятника истории. Постановлением правительства Свердловской области от 11 июня 2014 года № 490-ПП включено в единый государственный реестр объектов культурного наследия (памятников истории и культуры) народов Российской Федерации. 27 ноября 2015 года присвоено номер 661430153270005.
16 июля 1999 года открыт «Мемориал Романовых». Настил из шпал, под которым были обнаружены тела, оформлен как скромная могила — над ней стоит большой металлический крест. Есть и камень, на котором написано: «Здесь скрывали от людей останки Царской семьи и верных Ей лиц, убитых 17 июля 1918 г. в Екатеринбурге». На месте находки тел, идентифицированных как Мария и Алексей Романовы, установлен крест. «Мемориал Романовых»
Русская православная церковь считает, что Поросёнков лог — место обретения лжемощей (тела уничтожены в Ганиной Яме). Церковь не приняла окончательного решения по вопросу, подлинные это останки или нет, и поминает найденные тела: «Помяни, Господи, рабов Твоих, их же имена сам Ты, Господи, веси» («сам ты, Господи, знаешь, кто эти люди»). Ассоциация «Объединение членов рода Романовых» (в неё входит большая часть ныне живущих потомков) признала, что это подлинные останки царской семьи и их верных слуг.

## Галерея

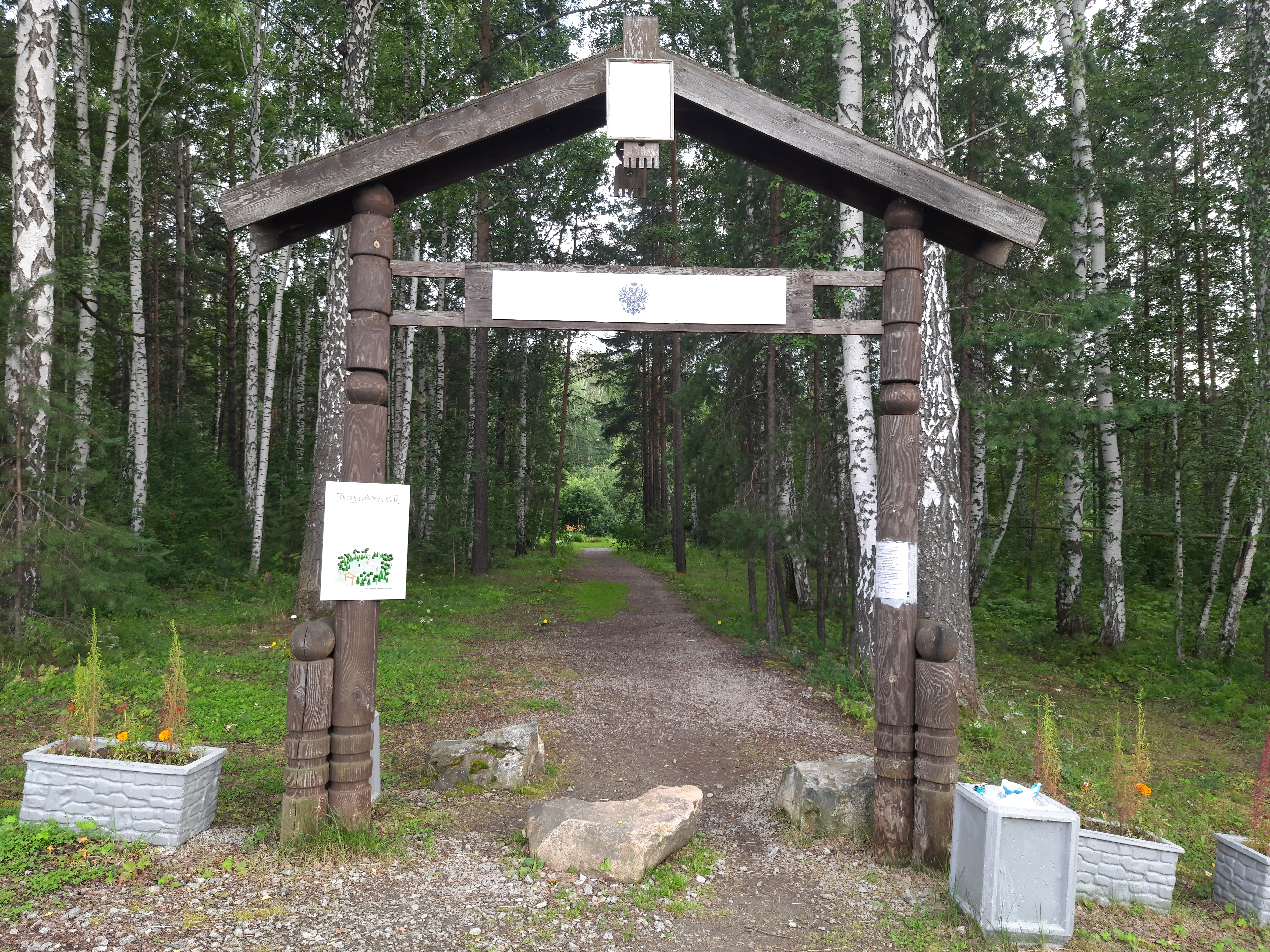
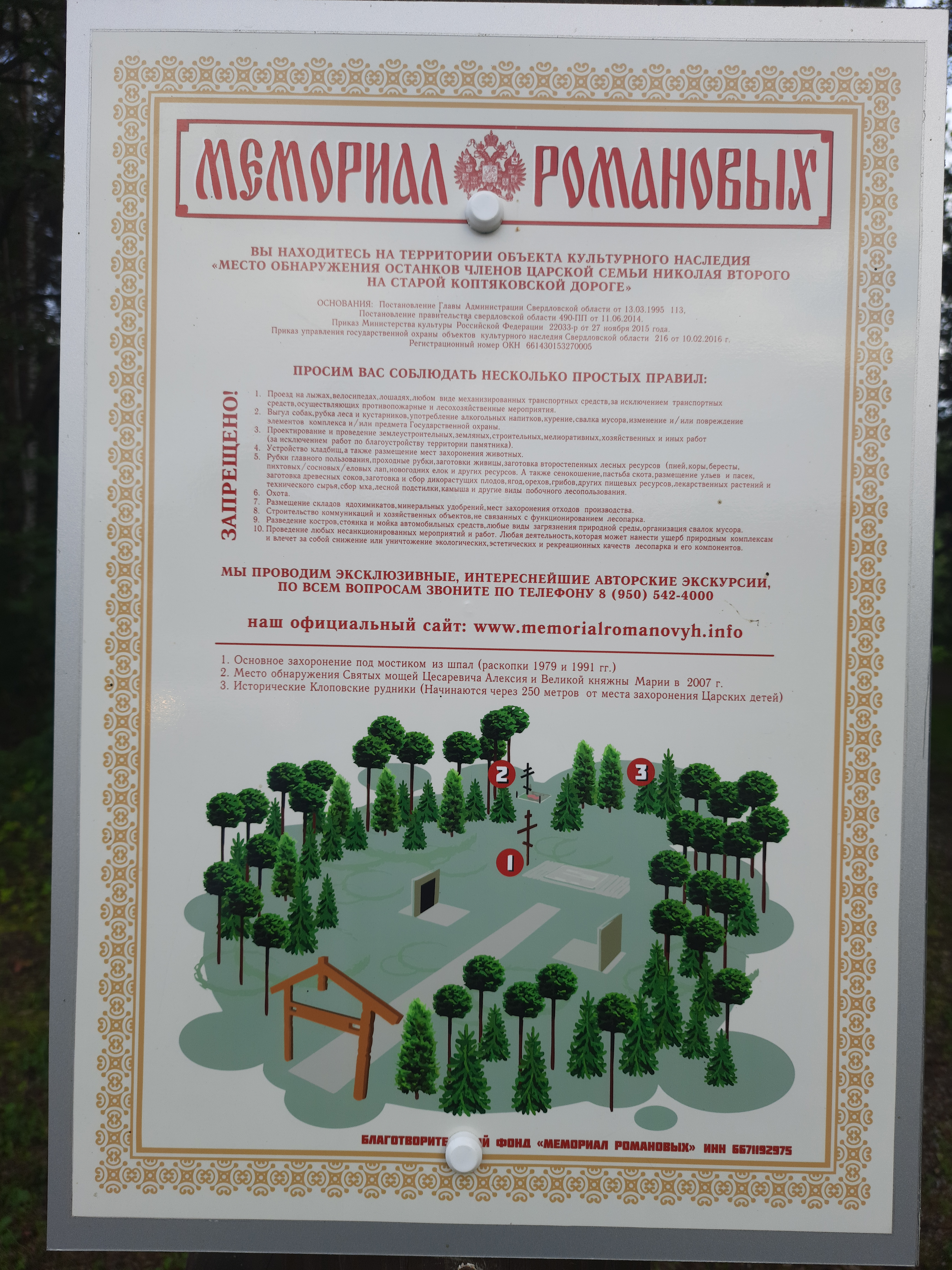
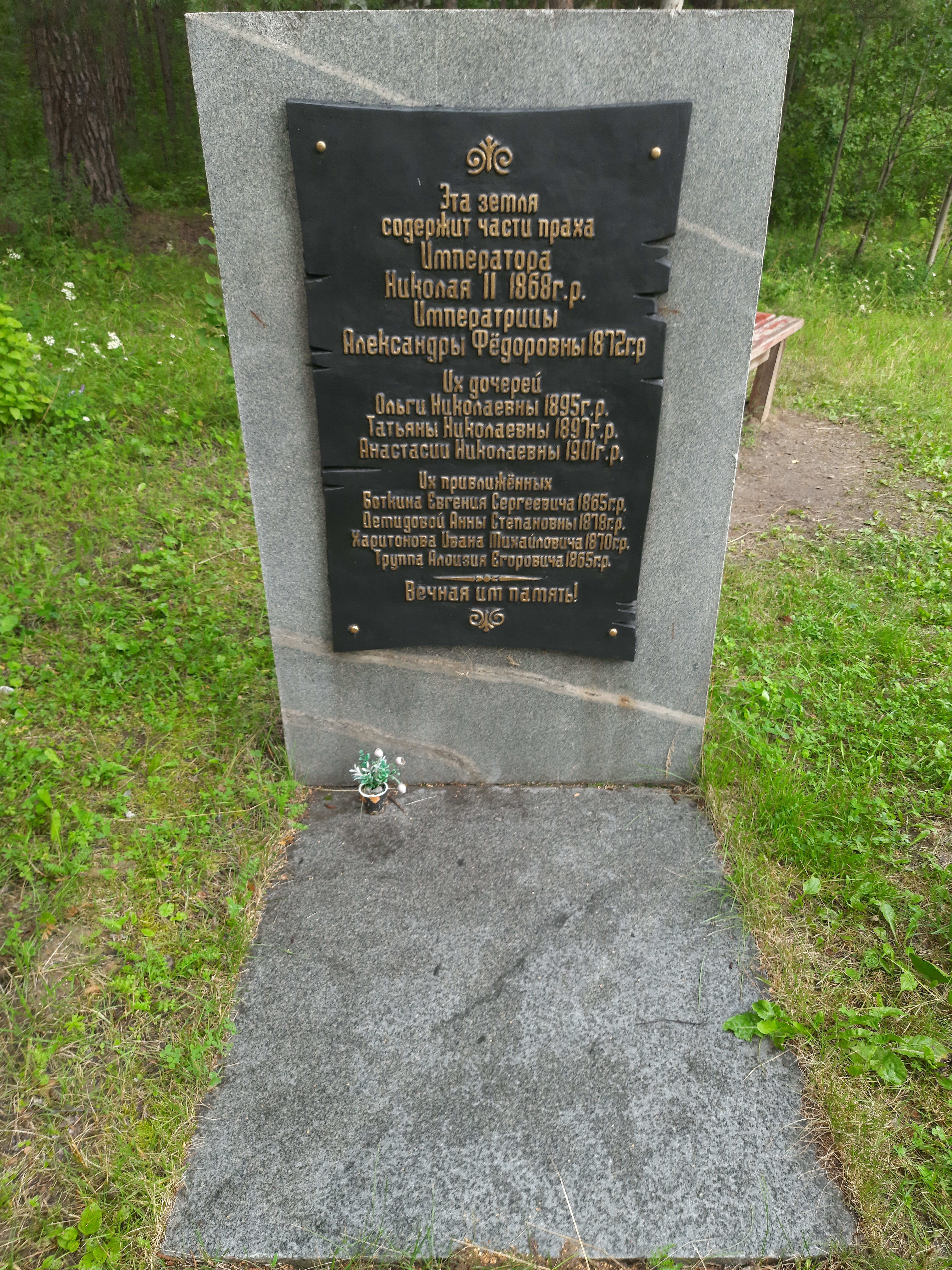
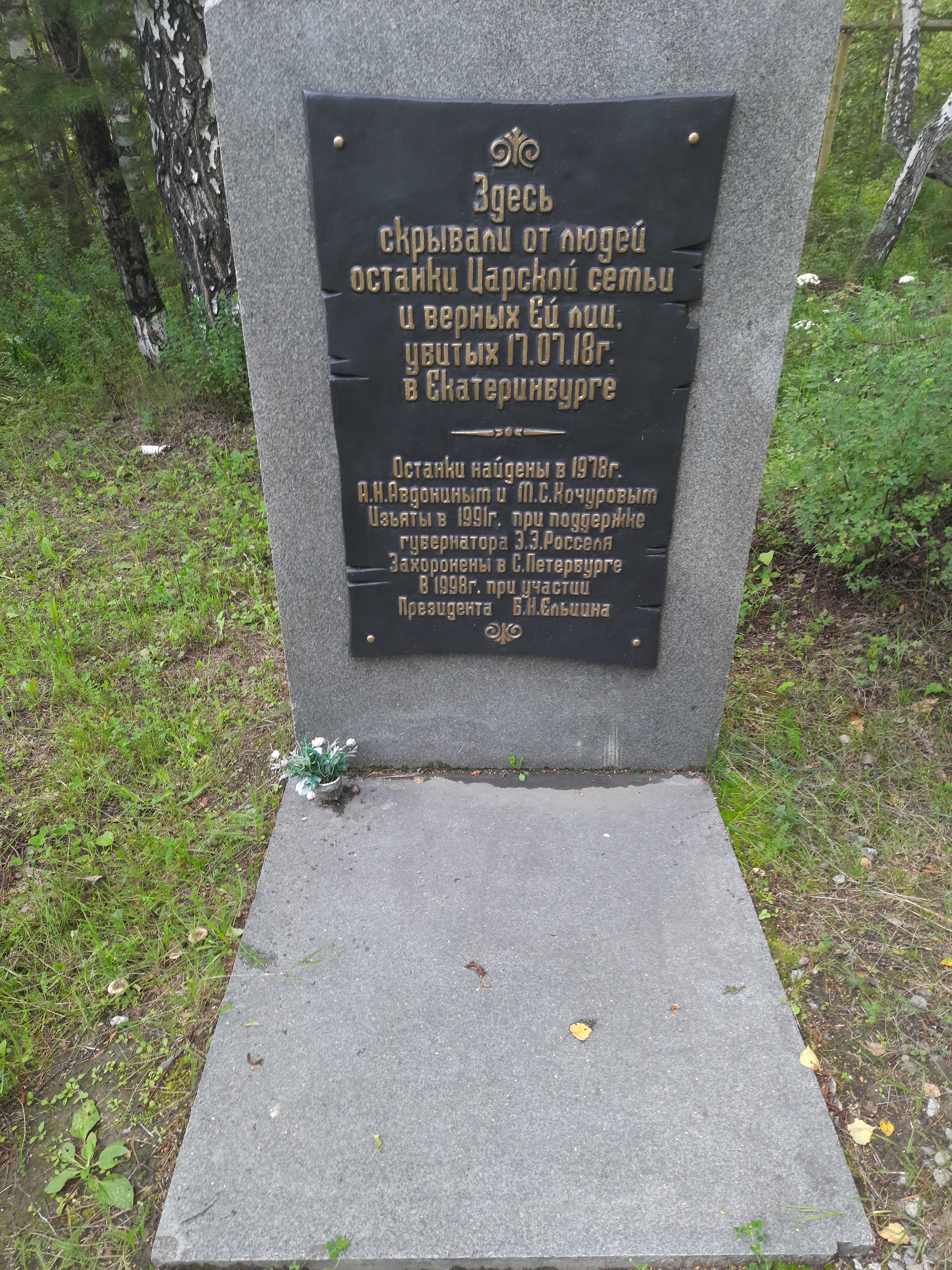
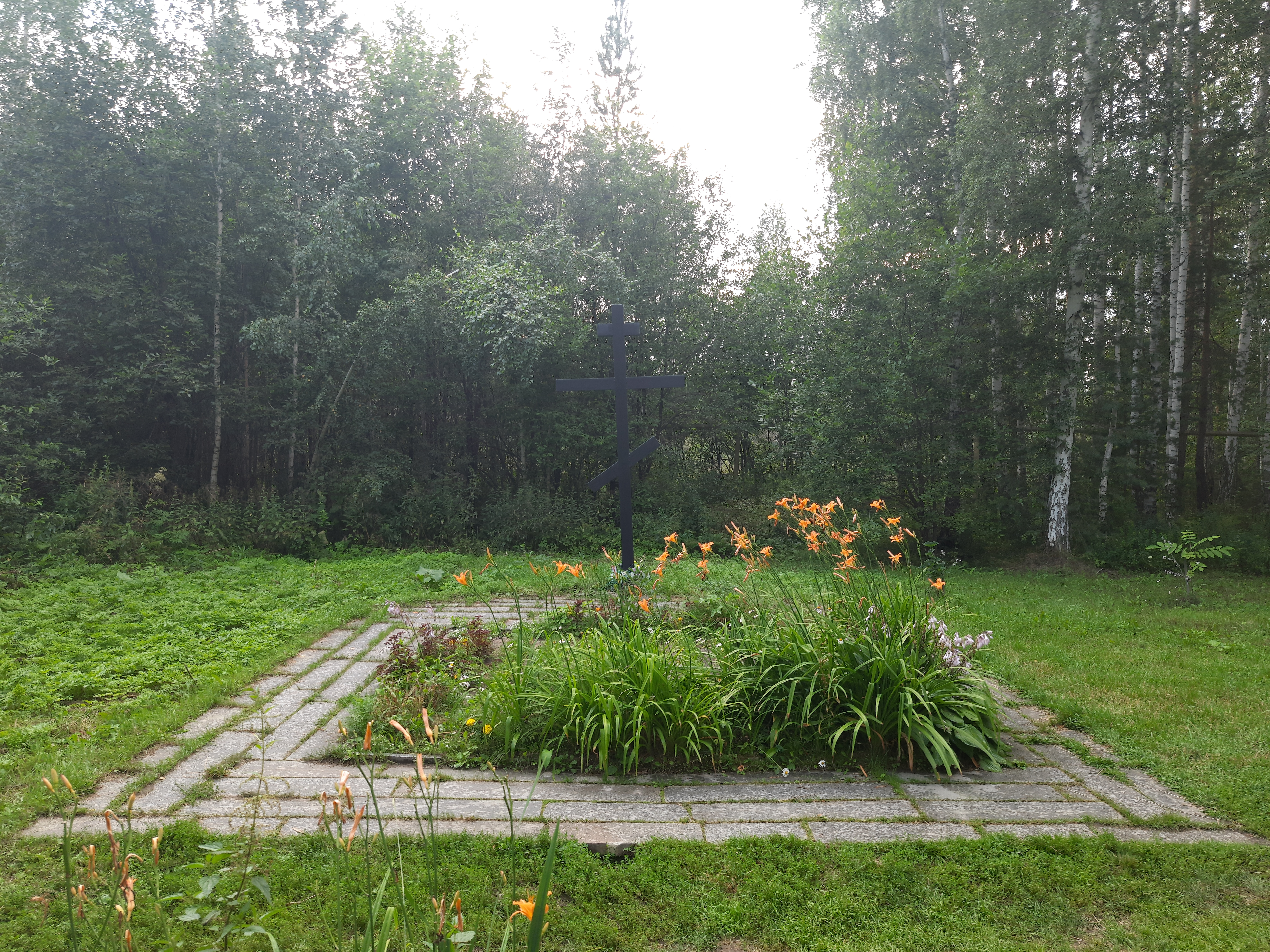
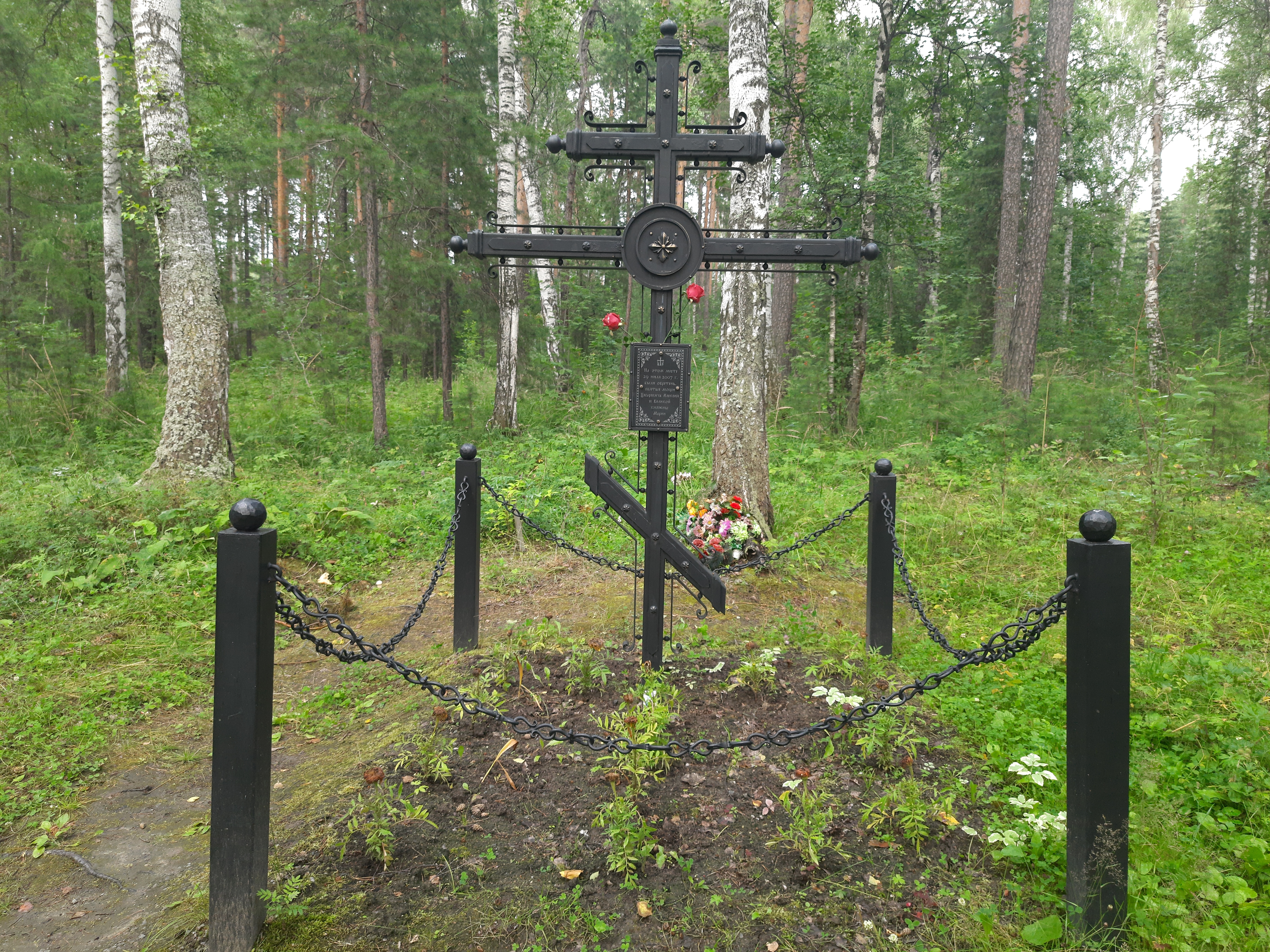
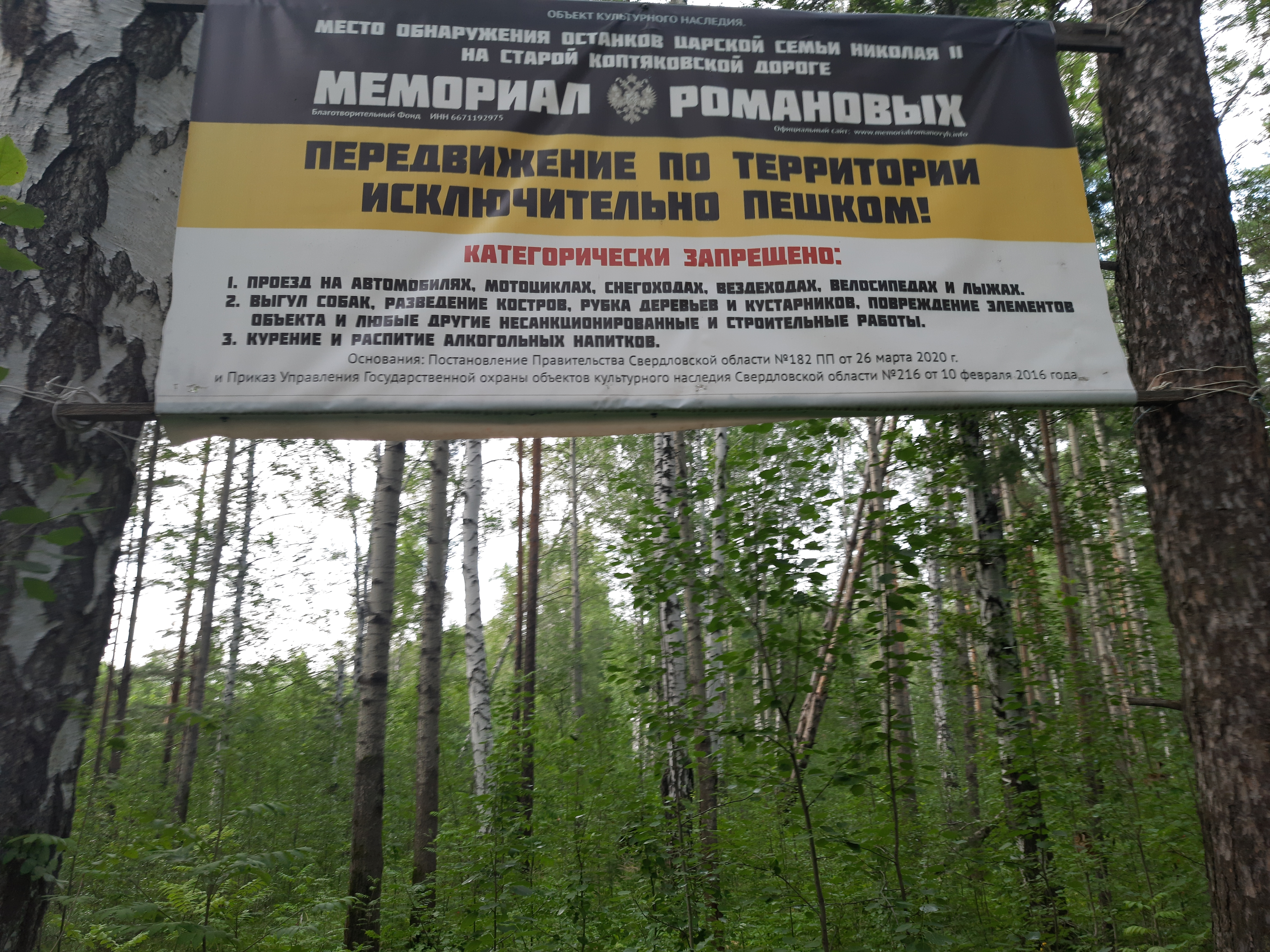